# ادوارد وودز
ادوارد وودز (به انگلیسی: Edward Woods) یک هنرپیشه آمریکایی تئاتر و سینما بود.

## زندگی هنری
عمده شهرت وی بخاطر بازی در نقش «مَت دویل» در فیلم «دشمن مردم» به کارگردانی «ویلیام ولمن» بود که نقش مقابل «جیمز کاگنی» را بازی کرد.
او با بازیگران بزرگی چون کری گرانت، گرتا گاربو، جین هارلو، جان باریمور و کلارک گیبل همکاری کرده است.
از سایر فیلم‌های وی می‌توان به تارزان بی‌باک اشاره نمود.
ادوارد وودز پس از پایان دوران بازیگری‌اش، به تهیه‌کنندگی، کارگردانی تئاتر و اداره سالن‌های تئاتر روی آورد و با «سازمان شوبرت» و «فاکس قرن بیستم» همکاری داشت.